# Мочалов, Лев Всеволодович
Лев Все́володович Моча́лов (24 мая 1928, Ленинград — 6 июля 2019, Санкт-Петербург) — российский искусствовед, поэт.

## Биография
Родился в Ленинграде 24 мая 1928 года. В 1951 году окончил факультет теории и истории искусств Академии художеств СССР (ГАИЖСА). Член Союза художников России, на протяжении многих лет входил в бюро секции критики и искусствознания. Кандидат искусствоведения. С 1974 года работал в Государственном Русском музее, ведущий научный сотрудник Отдела новейших течений.
В 1960—1970-е годы считался одним из наиболее авторитетных художественных критиков Ленинграда.
Им написано более 200 работ о современном искусстве (книг, брошюр, журнальных статей), об истории отечественного искусства и его мастерах, а также — по теории живописи.
Основная область исследования Мочалова — ленинградское искусство двадцатого века. Писал о ленинградской пейзажной школе: о В. Ф. Загонеке, Н. Лапшине, В. Гринберге, Ю. Сырневе, А. Русакове; о творчестве В. Стерлигова, П. Кондратьева, В. Волкова, С. Спицына, Б. Власова, Т. Шишмарёвой и о десятках других ленинградских художников.
В 1970-е годы являлся куратором и идеологом группы художников «Одиннадцать», в которую входили Валерий Ватенин, Герман Егошин, Ярослав Крестовский, Виктор Тетерин, Виталий Тюленев, Евгения Антипова, Завен Аршакуни, Леонид Ткаченко, Валентина Рахина, Константин Симун, Борис Шаманов.
Писатель, поэт. Член Союза российских писателей. Учитель и творческий наставник поэта Дмитрия Быкова.
Умер 6 июля 2019 года в Санкт-Петербурге.

## Семья
- Дочь ( от первого брака) — пианистка, преподаватель музыки Мария Львовна Мочалова (род. 1951).
- Дочь ( от первого брака) — художница Анна Львовна (Ася) Мочалова (1953—1979)[12]
  - Вторая жена — поэтесса Нонна Менделевна Слепакова (1936—1998)[13].

## Адреса в Ленинграде
- ул. Большая Зеленина, д. 29.